# Jean Ter-Merguerian
Jean Ter-Merguerian (en arménien : Ժան Տեր-Մերկերյան), né le 5 octobre 1935 à Marseille et mort le 29 septembre 2015 dans la même ville, est un violoniste virtuose et pédagogue français, d'origine arménienne,,.

## Biographie
Jean Ter-Merguerian a obtenu le premier prix de violon au Conservatoire de Marseille à l'âge de onze ans. Dans la même année, il donne son premier récital, dans lequel il interprète le concerto de Vivaldi en la mineur, et le concerto en mi mineur de Mendelssohn. Il poursuit ses études musicales à Erevan avec le professeur Karp Dombaev, puis au Conservatoire de Moscou dans la classe de David Oïstrakh. Jean Ter-Merguerian est lauréat de concours internationaux de violon, comme le Printemps de Prague (1956), le Concours Tchaïkovski à Moscou, le Concours Reine Elisabeth à Bruxelles (1963). Il a également obtenu le premier grand prix au Concours Long-Thibaud à Paris (1961).  Il a enseigné au Conservatoire Komitas d'Erevan donnant plusieurs concerts dans l'ex-URSS, en Europe occidentale, au Liban, en Amérique du Sud, aux États-Unis et au Canada.
En 1975, lors de sa tournée aux États-Unis, il a joué à Boston le Concerto pour violon de Brahms.
Ses performances en tant que soliste ont été accompagnées par des orchestres de différents pays menés par d'illustres chefs, dont Aram Khatchatourian dirigeant son propre concerto pour violon. Jean Ter-Merguerian est membre de jurys de concours internationaux : Paganini en Italie, Sarasate en Espagne, Tchaïkovsky à Moscou et Khatchatourian à Erevan. Il donne des classes de maître en France et à l'étranger. Il a joué sur un violon Niccolò Amati. Jean Ter-Merguerian est mort d'un cancer le 29 septembre 2015, quelques jours avant son 80e anniversaire.

## Citations
- « La chose la plus importante pour un artiste est de pénétrer dans l'âme du compositeur, pour être en mesure de lire ses émotions… » (Jean Ter-Merguerian)
- « J'ai une grande admiration pour Jean-Ter Merguerian qui est un magnifique violoniste. Sa sonorité, sa technique et sa musicalité sont parfaites. C'est un grand artiste. » (Zino Francescatti)
- « Le violoniste le plus doué de sa génération. » (Henryk Szeryng)
- « Jean Ter-Merguerian n'est pas seulement un grand violoniste, il est un grand artiste. » (Christian Ferras)
- « La plus belle technique d'archet du monde tout instrument à cordes confondus. » (Mstislav Rostropovitch)
- « Jean Ter-Merguerian est un gentleman parmi les violonistes. Il a des compétences techniques extraordinaires et une profonde musicalité. » (Jonathan Dove, The Strad)

## Enregistrements
Aucun récital officiel ou enregistrement des concerts de Jean Ter-Merguerian n'existe. Seulement deux CD-R pirates en live et des archives diffusées ont été édités (CD-R 1 : "Selection from Performances" / CD-R 2 : "Khachaturian 100th"). La diffusion de l'enregistrement à la Radio arménienne du Double Concerto de Bach fait partie d'une compilation de deux CD, dédiée à son collègue, le violoniste Anahit Tsitsikian. En 1999, Jean Ter-Merguerian a enregistré sa seule parution : Gérard Gasparian's Violin Sonata (1990), avec le compositeur au piano (CD Timpani 1C1055).

### Archives de la radio et télévion, live, archives privées
| compositeur              | œuvre                                                                                             | orchestre / chef / accompagnateur                                                                            | rec. info                | source            | note                                                                              |
| ------------------------ | ------------------------------------------------------------------------------------------------- | --- | ------------------------ | ----------------- | --------------------------------------------------------------------------------- |
| Bach, Johann Sebastian   | Chaconne, en ré mineur, BWV 1004                                                                  | violon solo                                                                                                  | live(1)                  | CD-R 1            | Audio, public domain                                                              |
| Mozart, Wolfgang Amadeus | Rondò (Serenade No.7 "Haffner" KV 250)                                                            | Zara Barseghian, piano                                                                                       | live(2)                  | CD-R 1            | Audio, public domain                                                              |
| Beethoven, Ludwig van    | Concerto, Op.61, II. Larghetto                                                                    | Armenian State Symphony O. / Loris Tjeknavorian, direction                                                   | live(3)                  | CD-R 1            | Audio, public domain / enregistrement des 1er et 3e mouvement, probablement perdu |
| Beethoven, Ludwig van    | Concerto, Op.61, III. Rondò (Allegro)                                                             | ORTF / Louis Fourestier, dir. (1er Prix, concours Marguerite Long–Jacques Thibaud)                           | live Paris, 27 juin 1961 | Vidéo             | Vidéo, public domain                                                              |
| interview                | interview à l'ORTF, au premier grand prix, Jean Ter-Merguerian et Henryk Szeryng (Membre du Jury) | Après la remise des prix au concours Marguerite Long–Jacques Thibaud                                         | live Paris, 27 juin 1961 | Vidéo             | Vidéo, public domain                                                              |
| Sarasate, Pablo de       | Habanera, Op.21/2 (Danse espagnole No.2)                                                          | Nelli Daniel-Bek, piano                                                                                      | studio(4)                | CD-R 1            | Audio, public domain                                                              |
| Sarasate, Pablo de       | Romanza andaluza, Op.22/1 (Danse espagnole No.3)                                                  | Nelli Daniel-Bek, piano                                                                                      | studio(4)                | CD-R 1            | Audio, public domain                                                              |
| Sarasate, Pablo de       | Capricho vasco (Caprice basque), Op.24                                                            | Zara Barseghian, piano                                                                                       | live(2)                  | CD-R 1            | Audio, public domain                                                              |
| Scott, Cyril             | Lotus Land, Op.47 No.1                                                                            | Zara Barseghian, piano                                                                                       | studio(5)                | CD-R 1            | Audio, public domain                                                              |
| Szymanowski, Karol       | La Fontaine d'Arethouse, Op.30 No.1 ("Mythes")                                                    | Zara Barseghian, piano                                                                                       | studio(5)                | CD-R 1            | Audio, public domain                                                              |
| Prokofiev, Sergei        | Masks ("Romeo et Juliette", Suite Op.75) arr. Jascha Heifetz                                      | Nelli Daniel-Bek, piano                                                                                      | studio(6)                | CD-R 1            | Audio, public domain                                                              |
| Khatchatourian, Aram     | Ayshe's Dance ("Gayane", Ballet Suite No.2)                                                       | Nelli Daniel-Bek, piano                                                                                      | studio(6)                | CD-R 1            | Audio, public domain                                                              |
| Komitas                  | Keler tsoler (Striding, Beaming), arr. Aram Shamshyan                                             | Nelli Daniel-Bek, piano                                                                                      | live(7)                  | CD-R 1            | Audio, public domain                                                              |
| Komitas                  | Akh Maral jan (Ah, Dear Maral), arr. Aram Shamshyan                                               | Nelli Daniel-Bek, piano                                                                                      | live(7)                  | CD-R 1            | Audio, public domain                                                              |
| Komitas                  | Groong (The Crane)                                                                                | violon solo                                                                                                  | live(8)                  | CD-R 1            | Audio, public domain                                                              |
| Sibelius, Jean           | Concerto en ré mineur Op.47, II. Adagio di molto                                                  | Armenian State Symphony O. / Michael Malountian, dir.                                                        | live, années 1970        |                   | Audio, public domainI & III enregistrement probablement perdu                     |
| Khatchatourian, Aram     | Concerto en ré mineur (1940)                                                                      | Armenian State Symphony O. / Michael Malountian, dir.                                                        | radio(9)                 | CD-R 2            | Audio, public domain                                                              |
| Khatchatourian, Aram     | Danse en si bémol majeur, Op.1                                                                    | Nelli Daniel-Bek, piano                                                                                      | studio(6)                | CD-R 2            | Audio, public domain                                                              |
| Khatchatourian, Aram     | Concerto en ré mineur de Khatchatourian (1940)                                                    | URSS State Symphony O. / Aram Khatchatourian, dir.                                                           | live, années 1970        |                   | enregistrement probablement perdu                                                 |
| Bach, Johann Sebastian   | Double Concerto pour 2 violons, en ré mineur, BWV 1043                                            | Anahit Tsitsikian (I), Jean Ter-Merguerian (II) / Armenian Radio TV Symphony O. / Raphael Mangassarian, dir. | live, 1966               | CD ,              | Audio, public domain                                                              |
| Brahms, Johannes         | Concerto en ré majeur, Op.77                                                                      | Boston Symphony O. / Arthur Fiedler                                                                          | live, 13 juin 1975       |                   | Audio, public domain                                                              |
| Gasparian, Gérard        | Sonate (1990)                                                                                     | Gérard Gasparian, piano                                                                                      | studio, 1999             | CD Timpani 1C1055 | Audio, excerpt from CD                                                            |